# 15.ª reunião de cúpula do G20
A cúpula de Riyadh do G20 de 2020  é a décima quinta reunião do Grupo dos Vinte (G20). Devido a pandemia do Covid-19, a reunião aconteceu virtualmente. 
O evento ocorreu de 21 a 22 de novembro de 2020 na cidade de Riad. 

## Líderes participantes

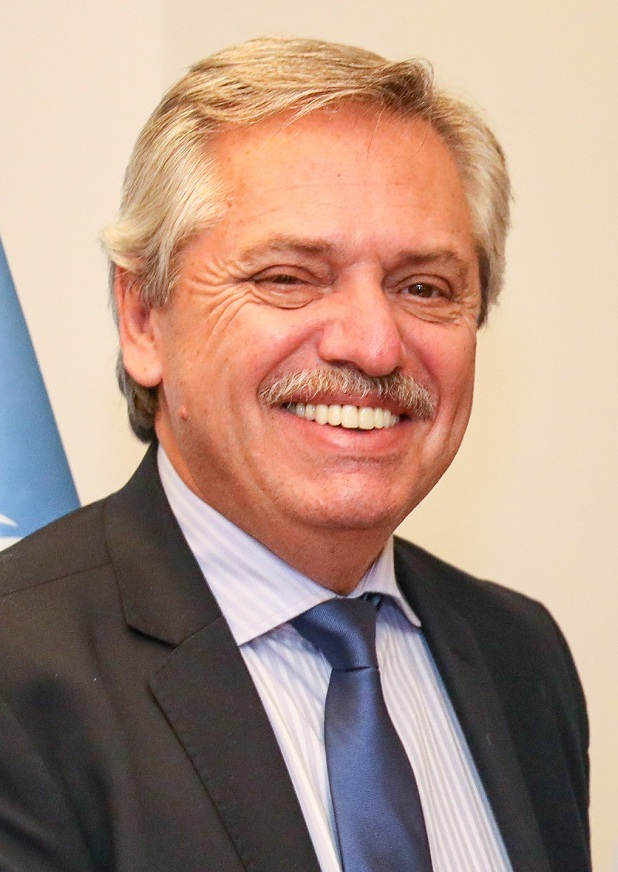
Argentina Alberto Fernández, Presidente
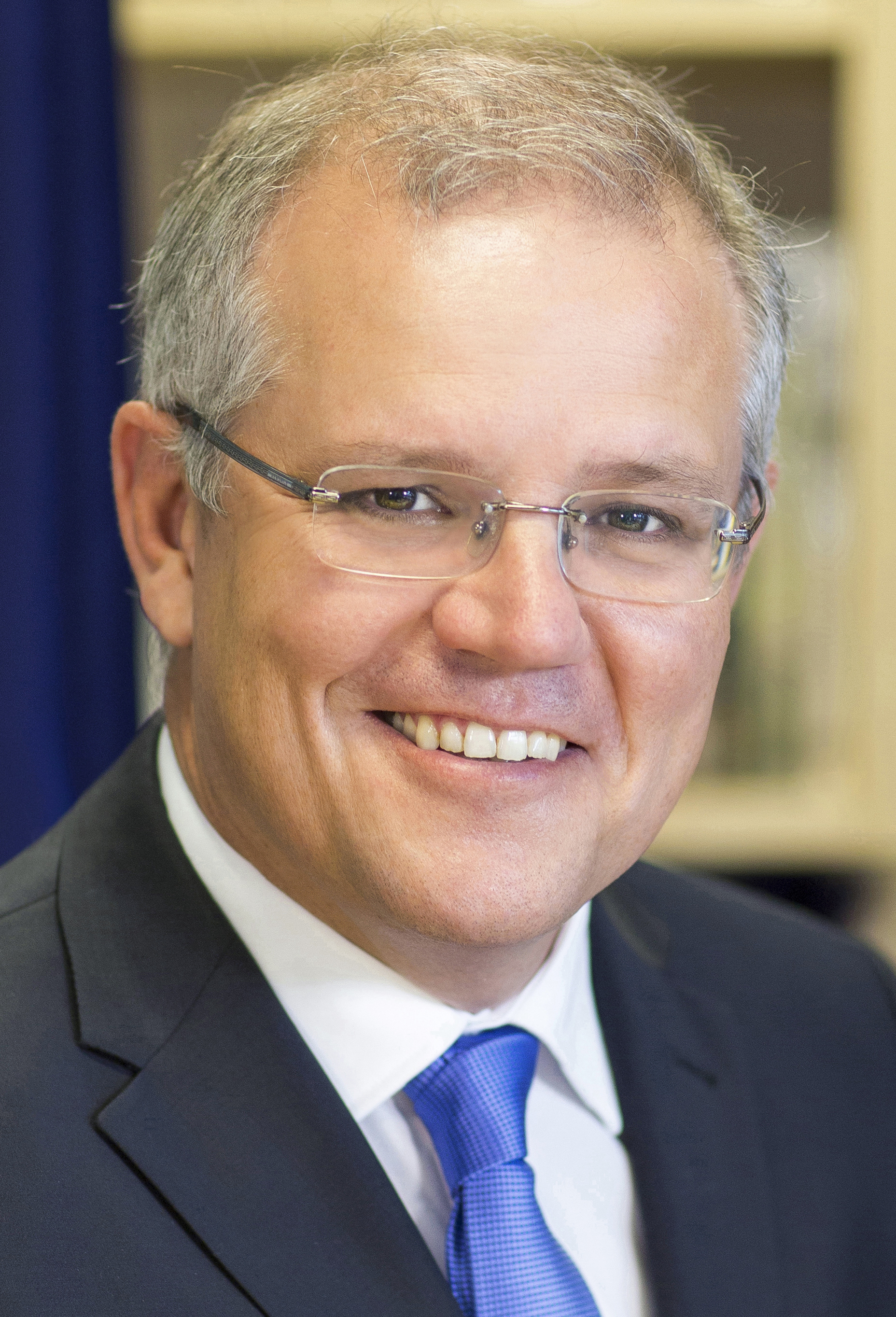
Austrália Scott Morrison, Primeiro-ministro
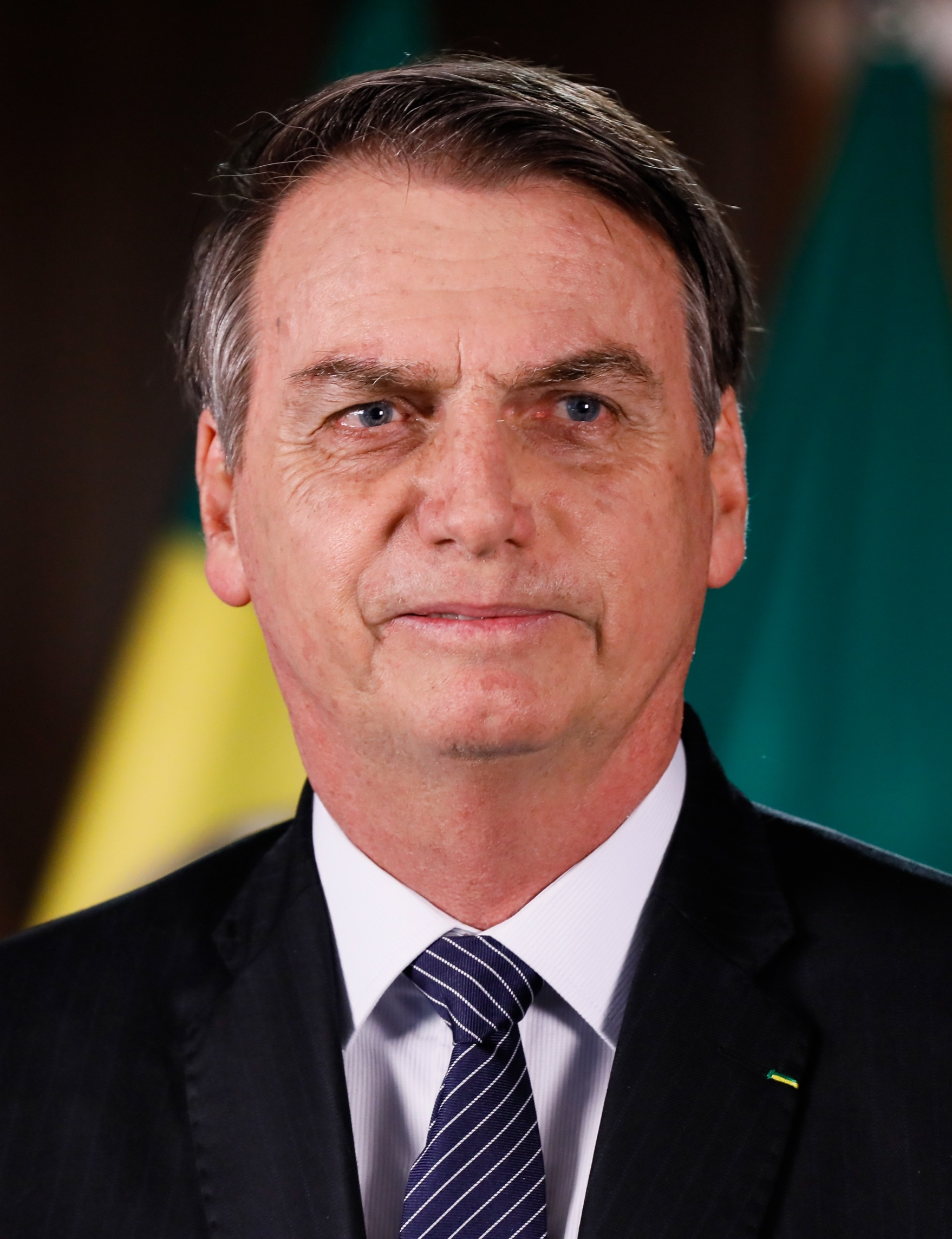
Brasil Jair Bolsonaro, Presidente
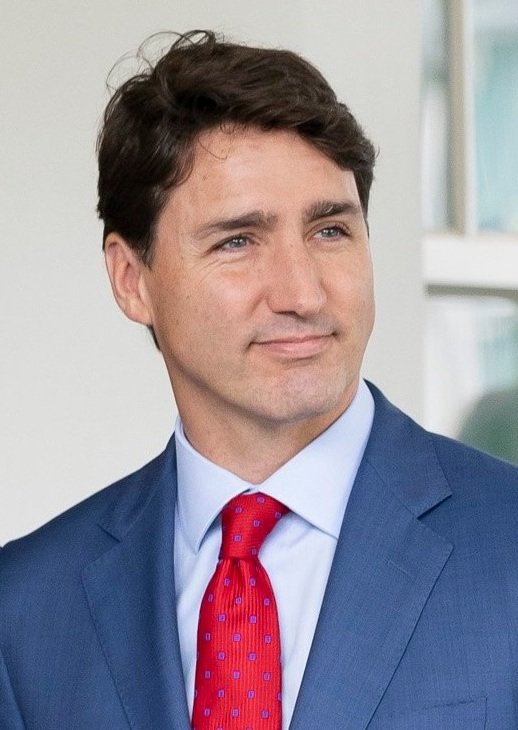
Canadá Justin Trudeau, Primeiro-ministro
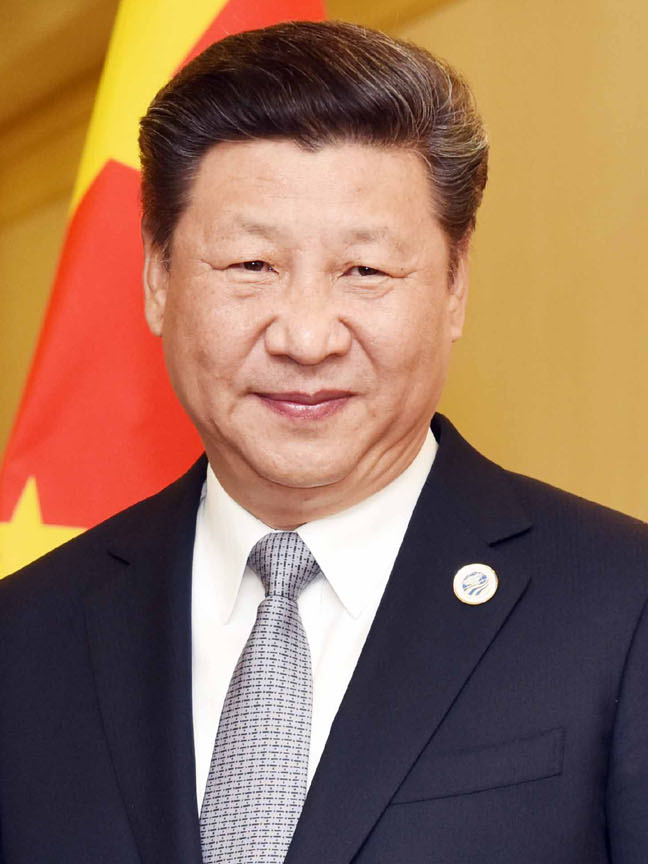
China Xi Jinping, Presidente
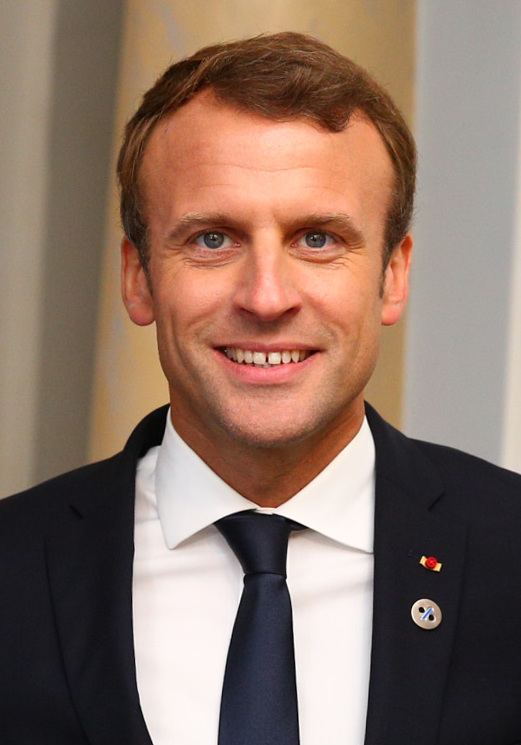
França Emmanuel Macron, Presidente
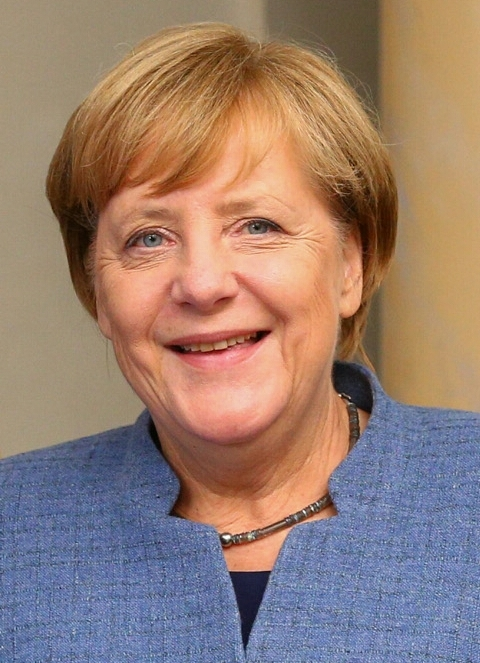
Alemanha Angela Merkel, Chanceler
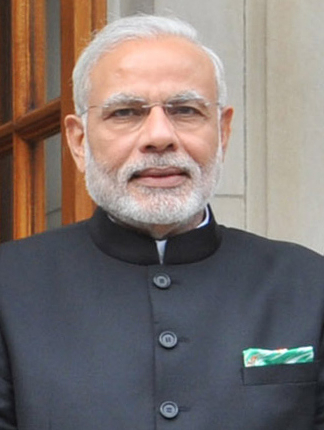
Índia Narendra Modi, Primeiro-ministro
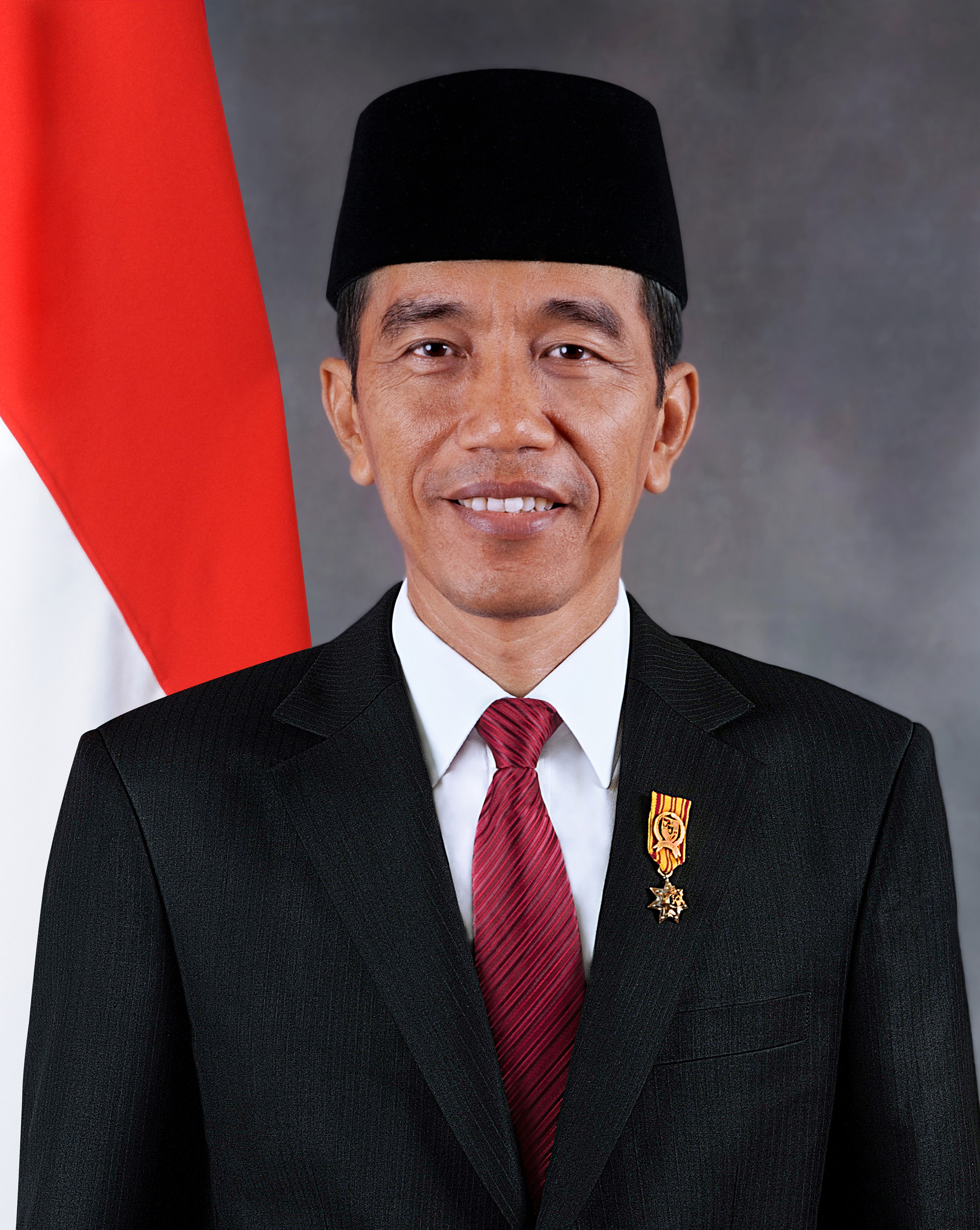
Indonésia Joko Widodo, Presidente
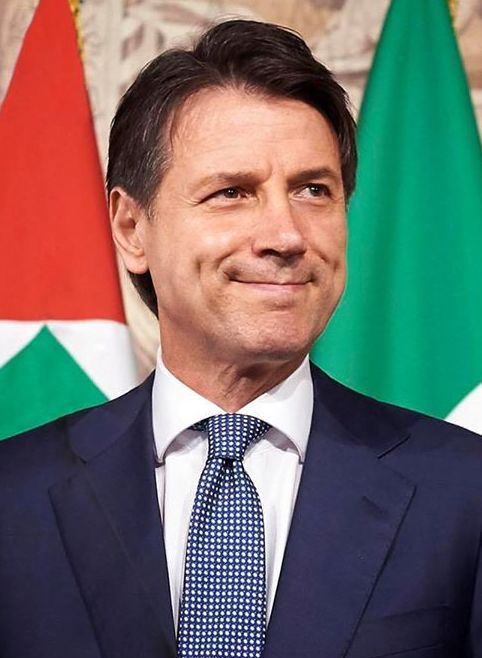
Itália Giuseppe Conte, Primeiro-ministro
Japão Shinzō Abe, Primeiro-ministro
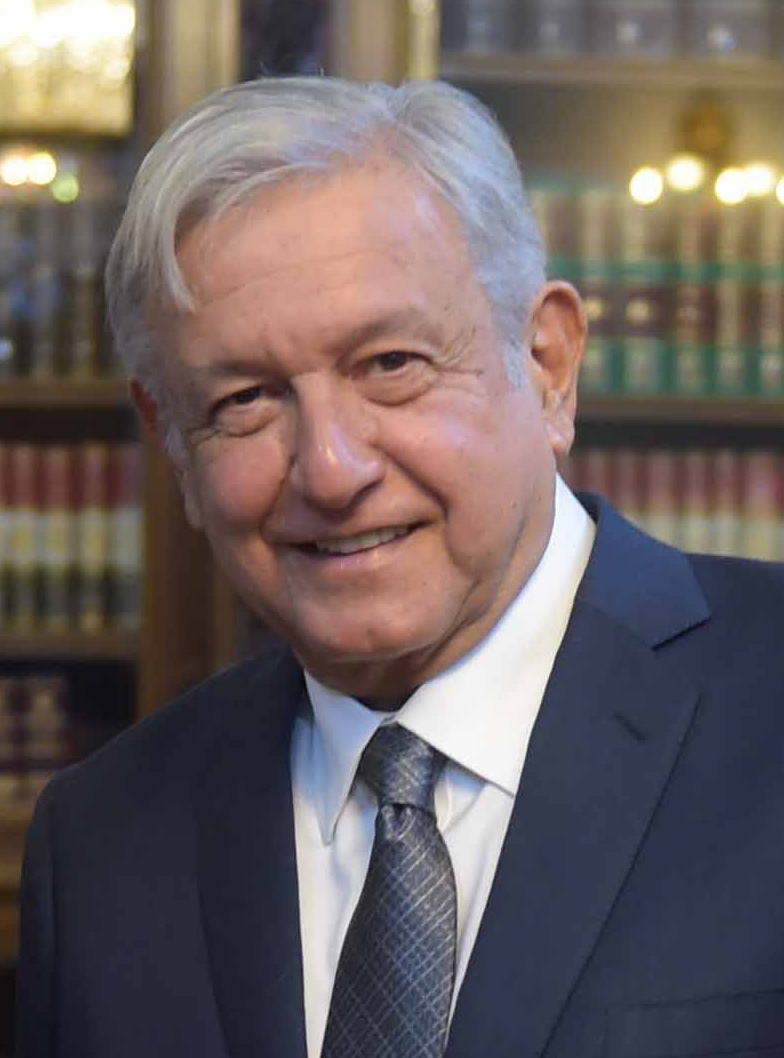
México Andrés Manuel López Obrador, Presidente
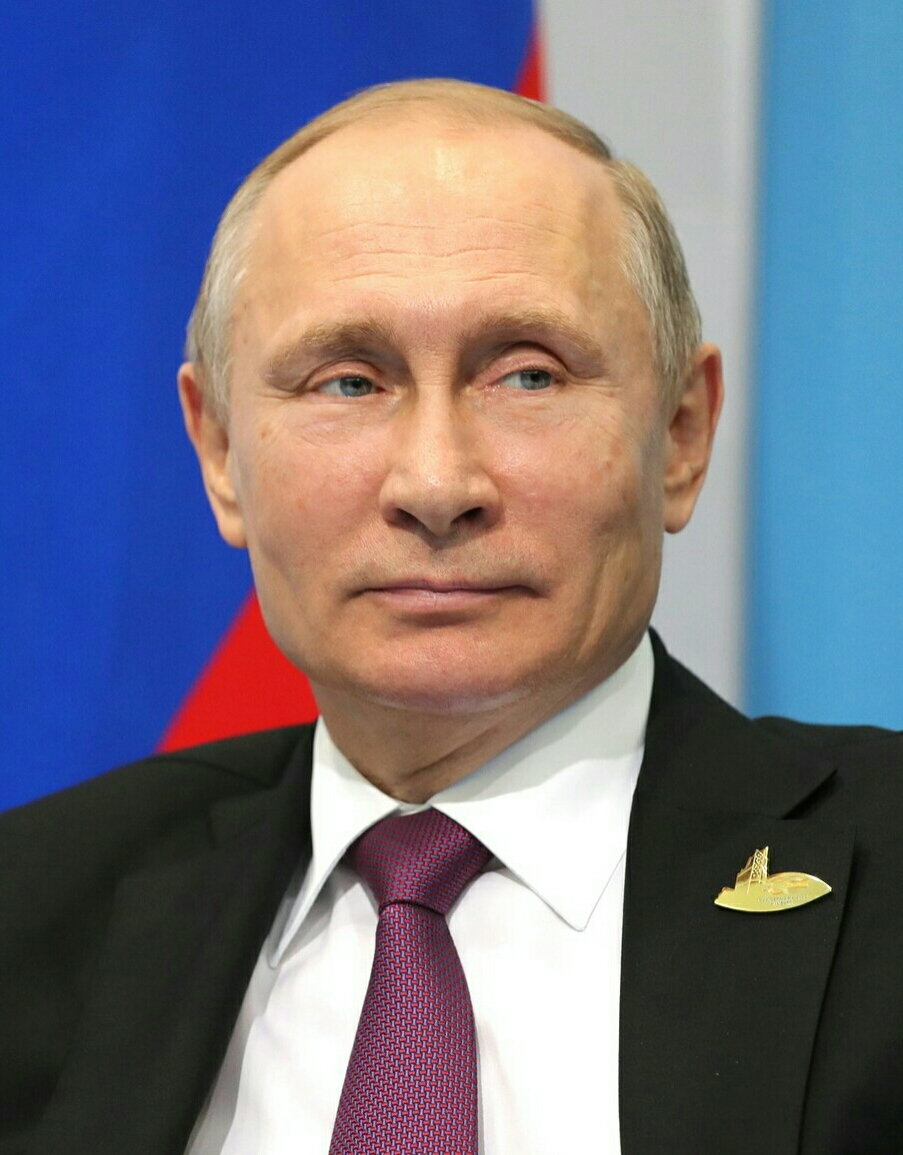
Rússia Vladimir Putin, Presidente
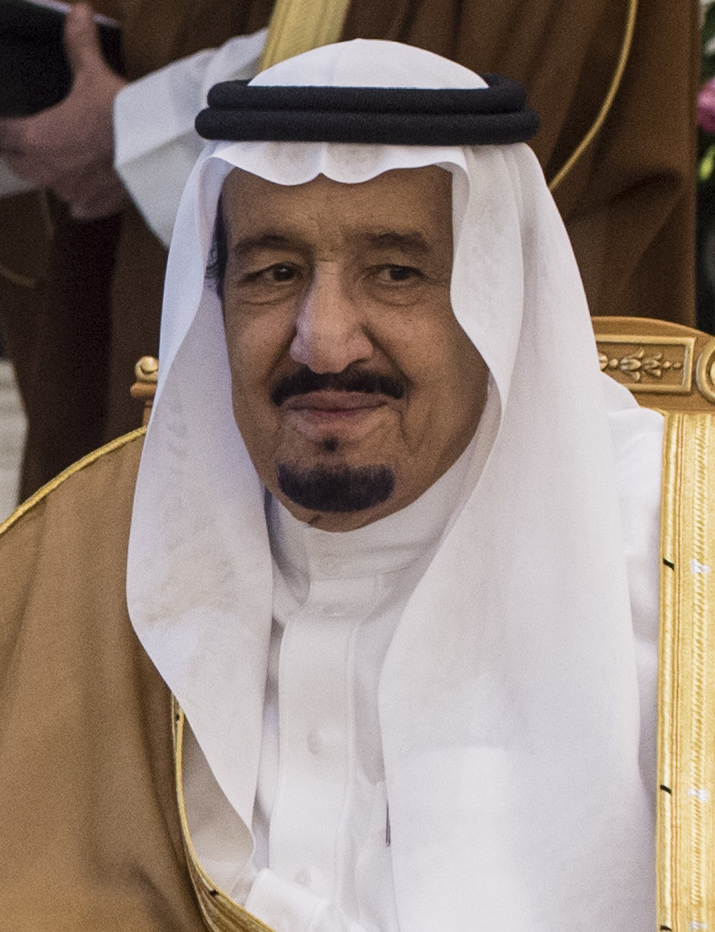
Arábia Saudita Salman, Rei
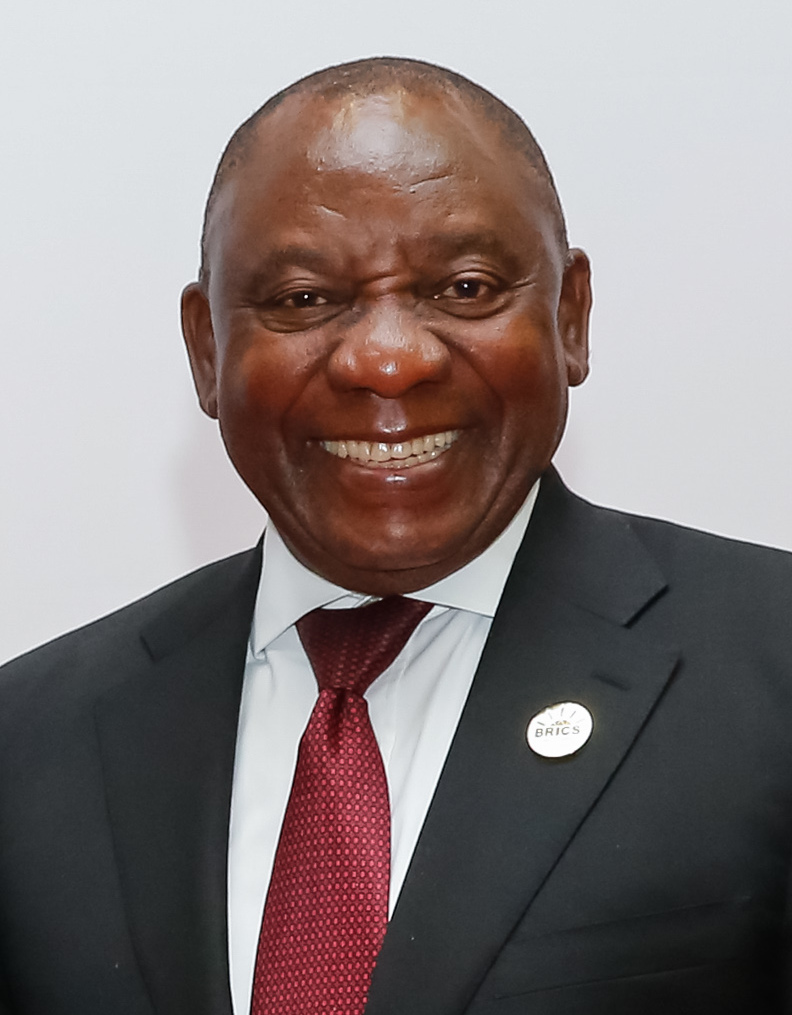
África do Sul Cyril Ramaphosa, Presidente
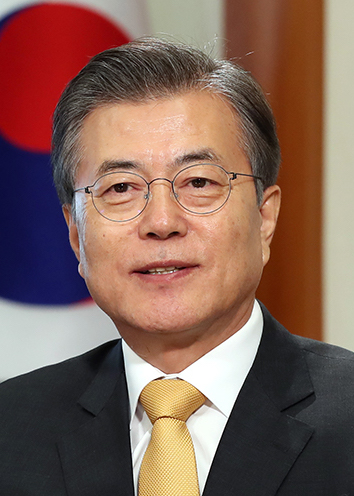
Coreia do Sul Moon Jae-in, Presidente
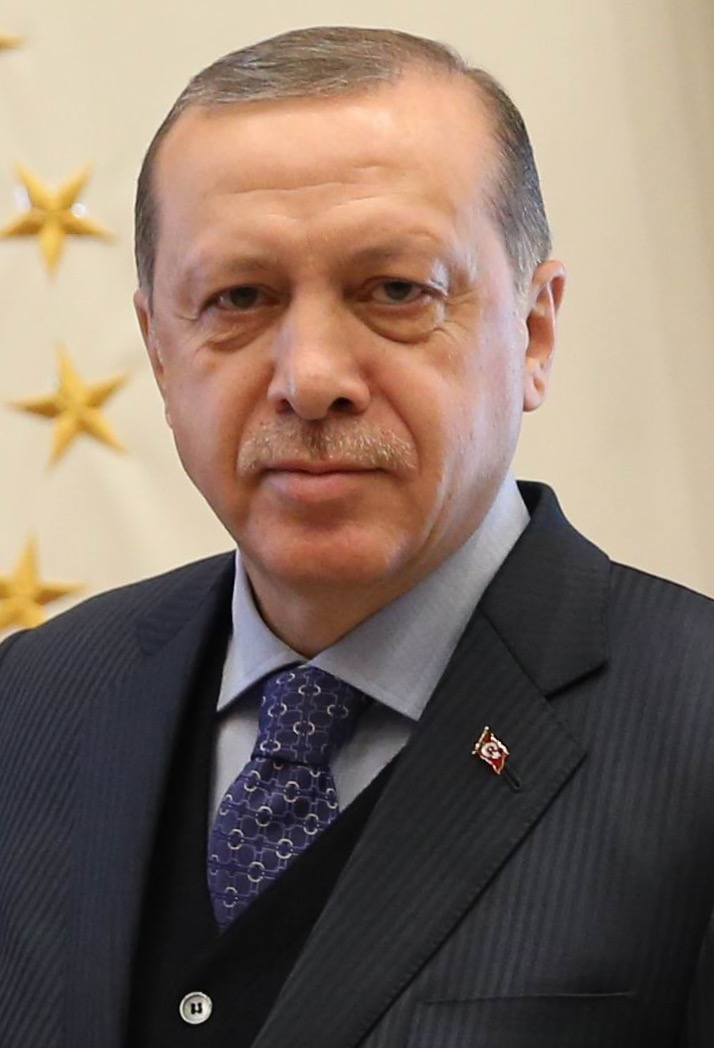
Turquia Recep Tayyip Erdoğan, Presidente
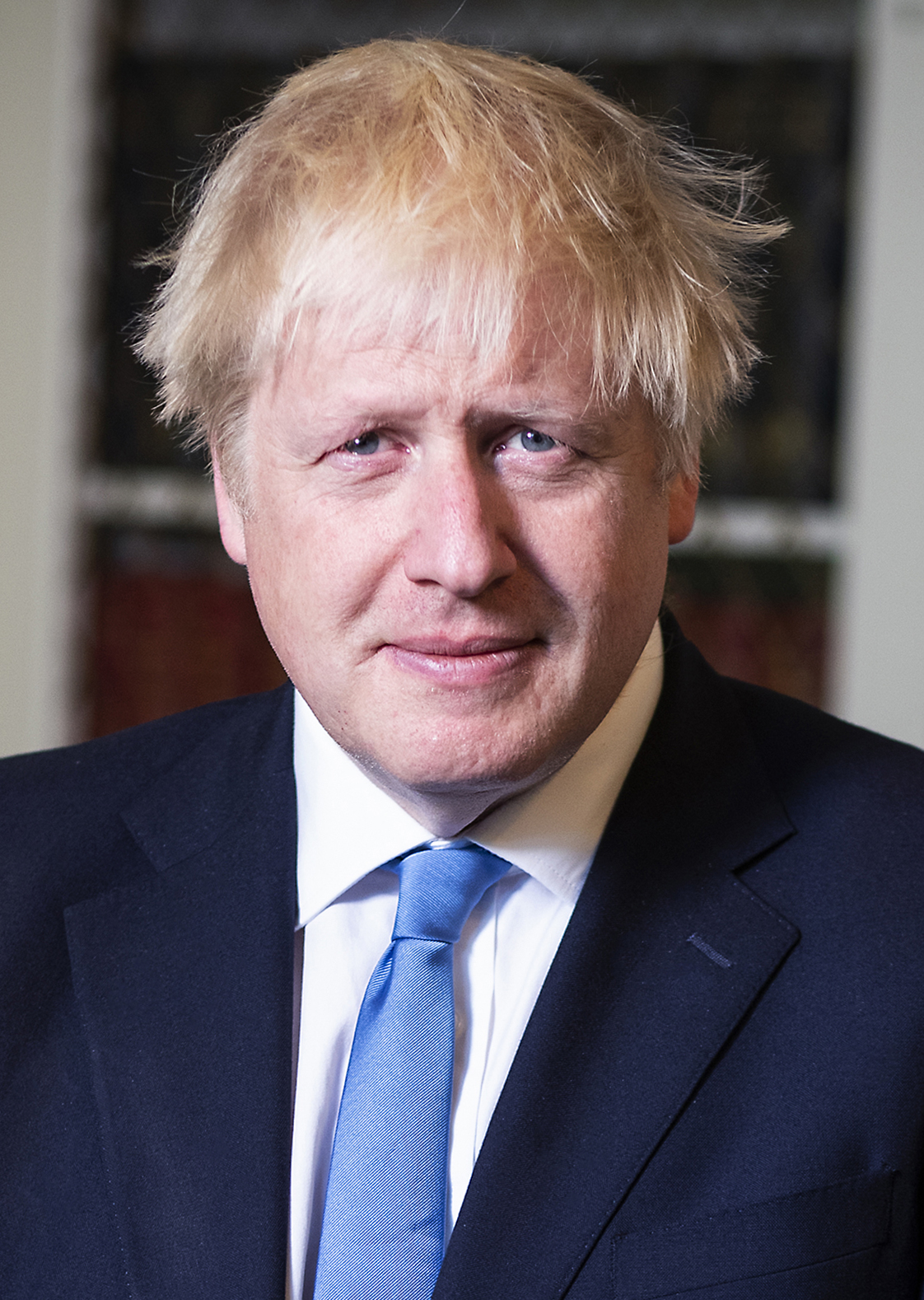
Reino Unido Boris Johnson, Primeiro-ministro
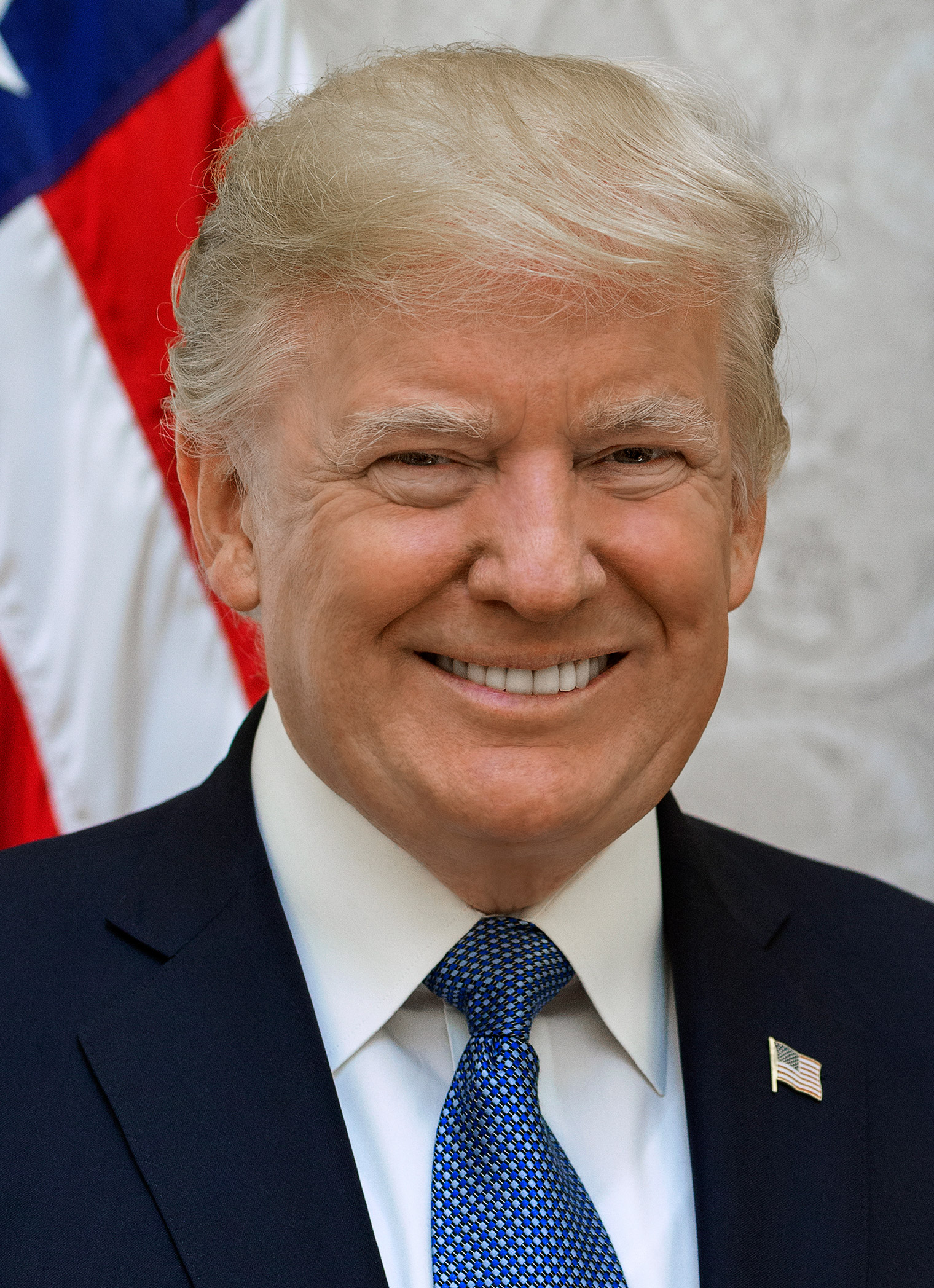
Estados Unidos Donald Trump, Presidente
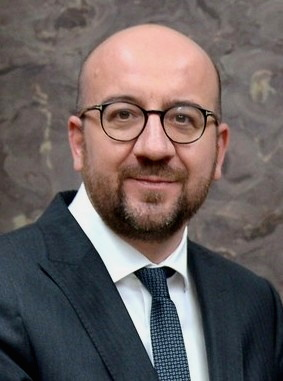
União Européia Charles Michel, Presidente do Conselho Europeu
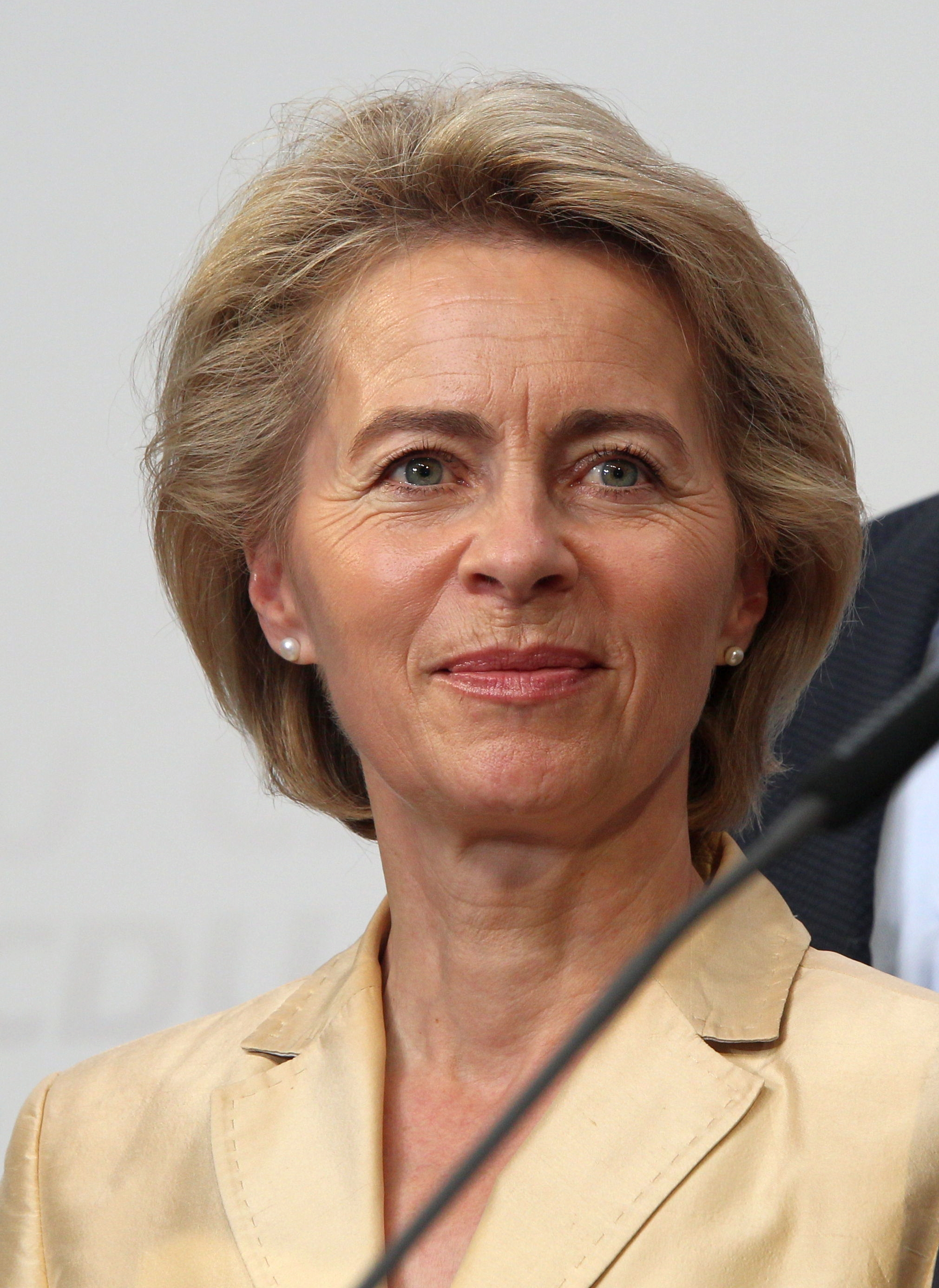
União Européia Ursula von der Leyen, Presidente da Comissão Europeia

### Convidados

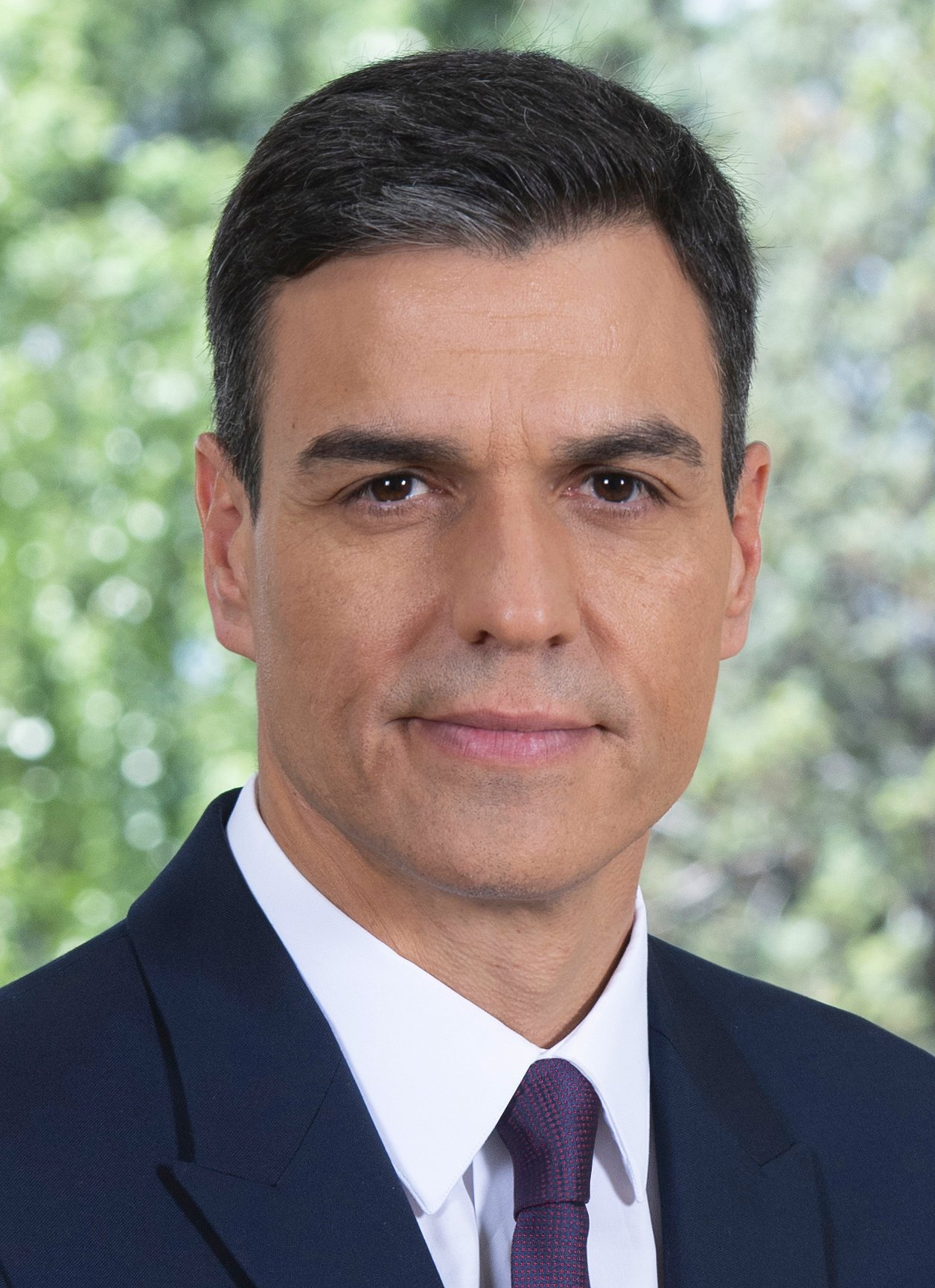
Espanha Pedro Sánchez, Primeiro-ministro, convidado permanente
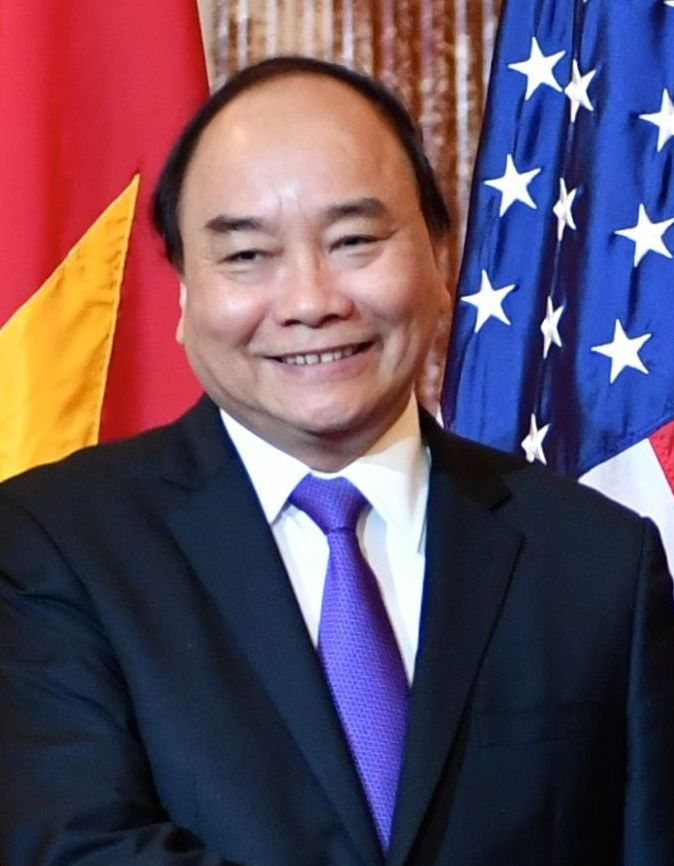
Vietnã Nguyễn Xuân Phúc, Primeiro Ministro Presidente da Associação das Nações do Sudeste Asiático
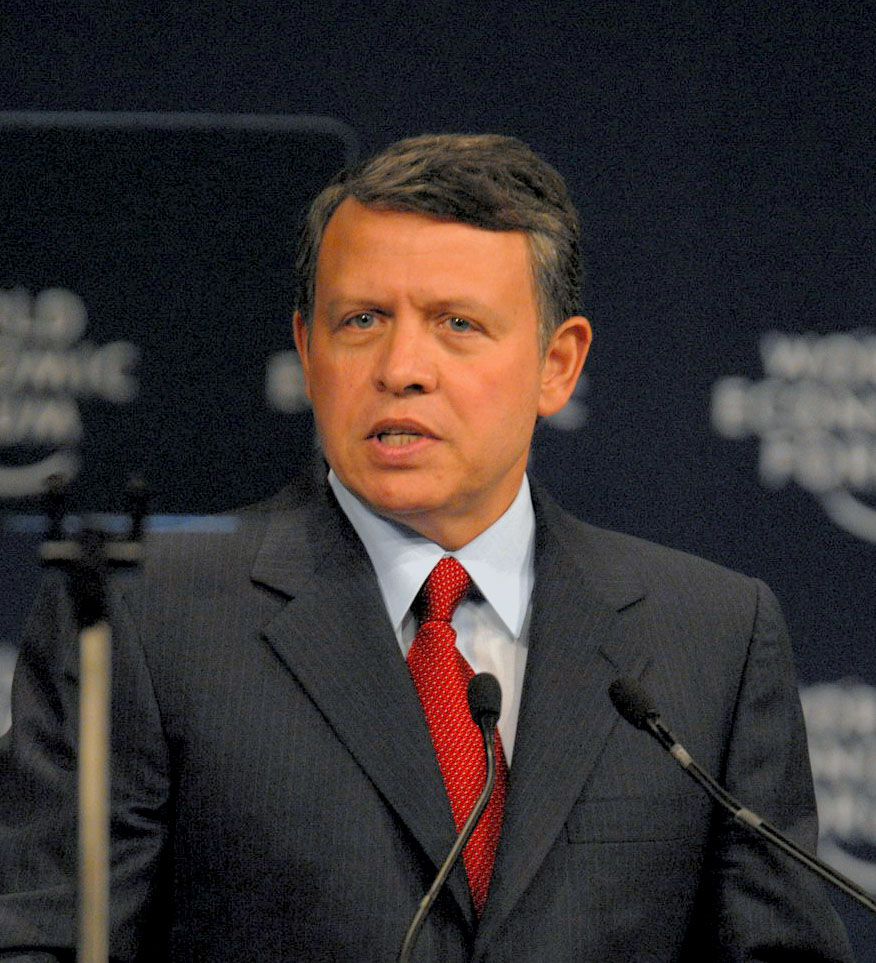
Jordânia Abdullah II, Rei
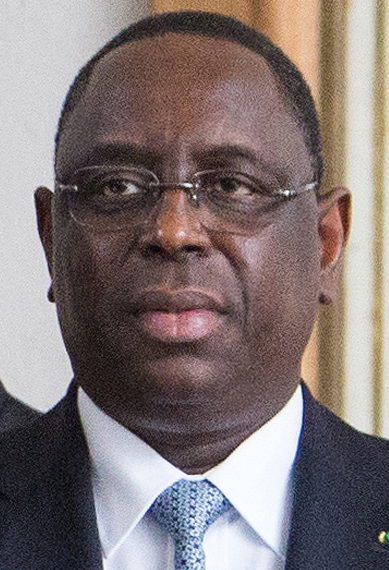
Senegal Macky Sall, Presidente Presidente da Nova Parceria para o Desenvolvimento da África
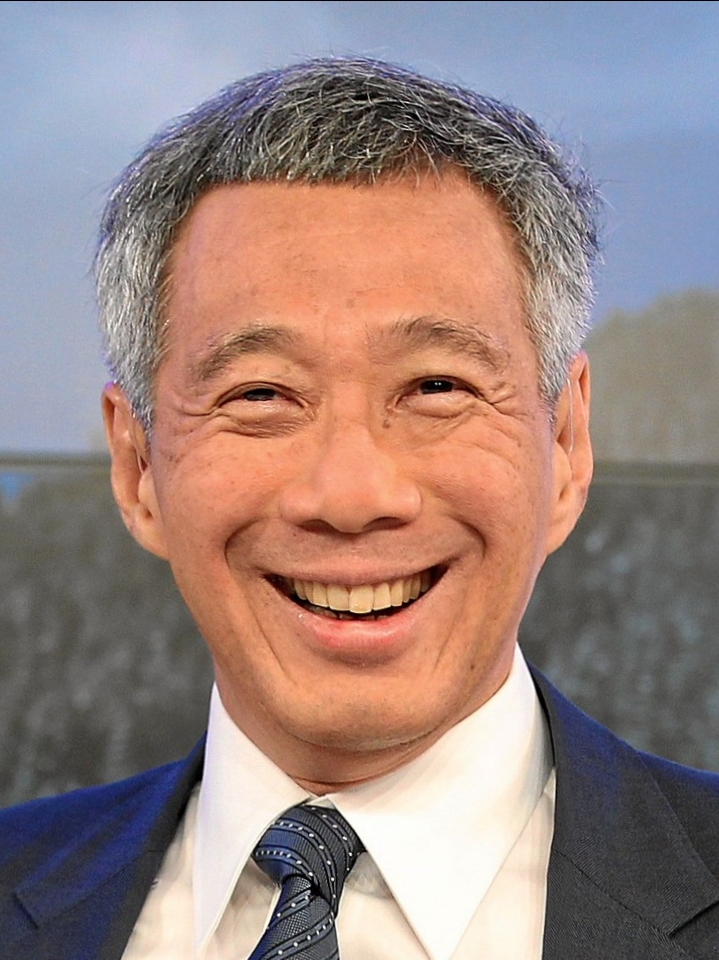
Singapura Lee Hsien Loong, Primeiro-ministro
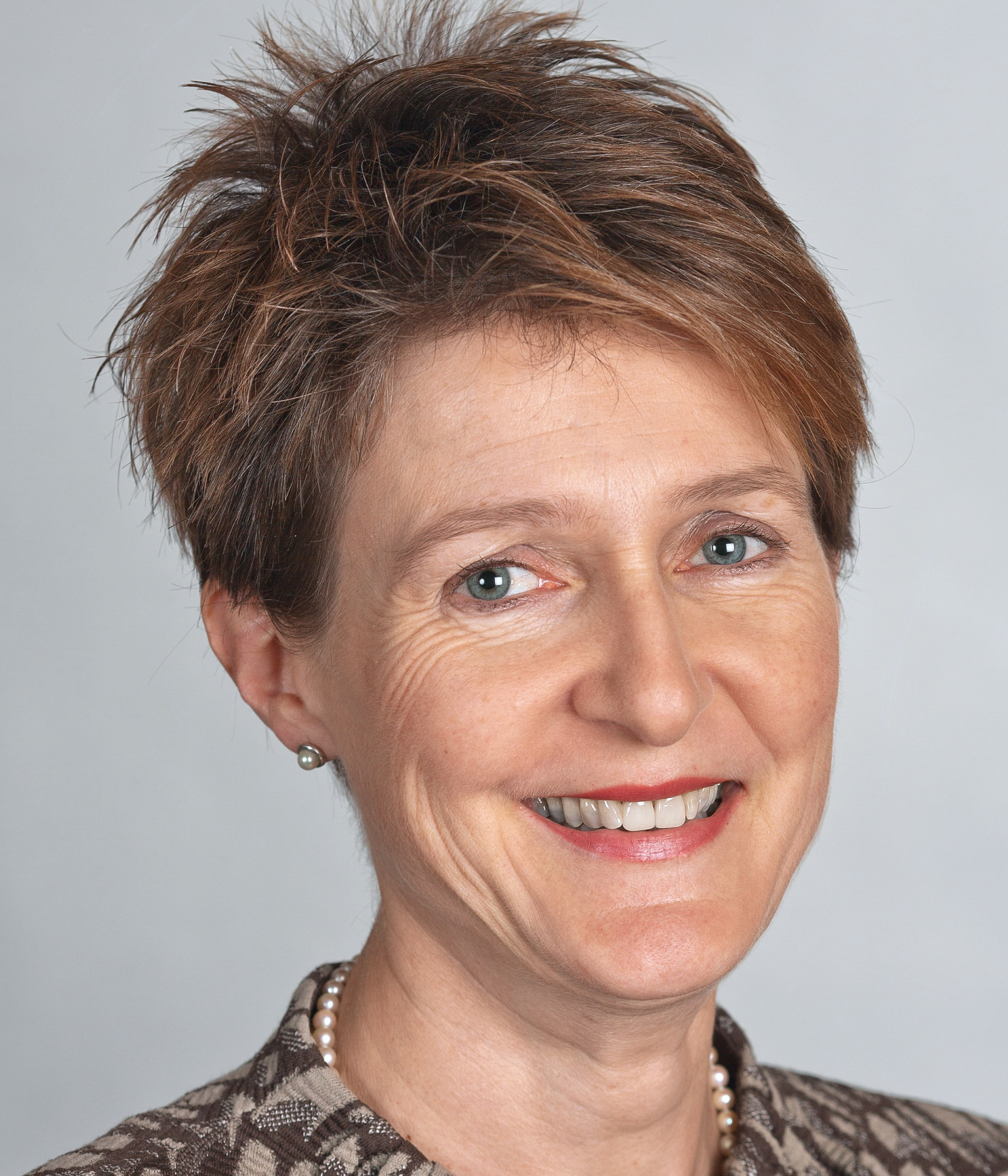
Suíça Simonetta Sommaruga, Vice-presidente
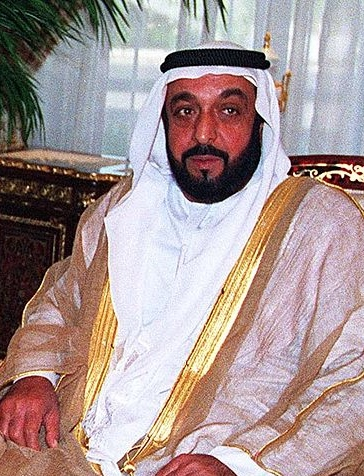
Emirados Árabes Unidos Khalifa bin Zayed al Nahyan, Presidente